# Anthurium urbanii
Anthurium urbanii är en kallaväxtart som beskrevs av Luis Aloysius, Luigi Sodiro. Anthurium urbanii ingår i släktet Anthurium och familjen kallaväxter. Inga underarter finns listade.